# Cendrillon ou la Petite Pantoufle de verre
Pour les articles homonymes, voir Cendrillon (homonymie).
Cendrillon ou la Petite Pantoufle de verre est un conte écrit par Charles Perrault à partir de retranscription de versions orales du conte de Cendrillon[source? Vieille légende d'histoire littéraire non prouvée. Source probable : écrits, jeux de salon, voire d'Aulnoy]. Il fut publié en 1697 chez Claude Barbin dans un volume intitulé Histoires ou Contes du temps passé qui contenait huit contes en prose. 

## Illustrateurs
La première édition des Contes de Charles Perrault (Paris, Barbin, 1697), comprenant Cendrillon, est ornée de vignettes gravées par Antoine Clouzier. L'édition suivante, en 1742, comprend huit illustrations, chacune en tête d'un conte, dessinée par Jacques de Sève et gravée au burin par le hollandais Simon Fokke.
- Achille Devéria (1800–1857) Contes de Charles Perrault, Mame, 1835
- Walter Crane (1845–1915). Perrault, Cendrillon, Londres, 1854, d'après un conte de Ma Mère l'Oye
- Gustave Doré (1832–1883). Perrault, Cendrillon 1862
- Arthur Rackham. Perrault, Cendrillon, Paris, Hachette, s.d. [1919]
- Lucien Jacques (1891–1961), gravure des dessins de Sabine Vandesmet pour Les contes de ma mère l’Oye, Perrault. Edgar Malfère, Amiens, 1927.
- Henry Lemarié (1911–1991), Perrault, Cendrillon, Paris : Porson, 1947
- Paul Durand (1925–1977), Contes de Perrault, tome II, Deux Coqs d'Or, 1962 & 1971,  (ISBN 978-2719203507)
- Roberto Innocenti (1940–). Perrault, Cendrillon, Publication :  Paris : Grasset, 1983, Collection  Monsieur Chat, description :  32 p. ; ill. coul., couv. Ill. en coul. ; 22 cm,  (ISBN 2-246-32081-X) (éd. 1983). –  (ISBN 2-246-32082-8) (éd. 2001) (Rel.)
- Kinuko Y. Craft (1940–). Perrault, Cendrillon, Pêche Pomme Poire Zürich (Suisse), 2001. Description : n.p. : ill. ; 30 cm,  (ISBN 3038330043 et 9783038330042)
- Claire Degans. Perrault, Cendrillon, 2006, Lito,  (ISBN 2-244-41730-1 et 978-2-244-41730-1), 50 pages, 21 cm x 29,5 cm

## Pantoufles de«vair»ou de«verre»?

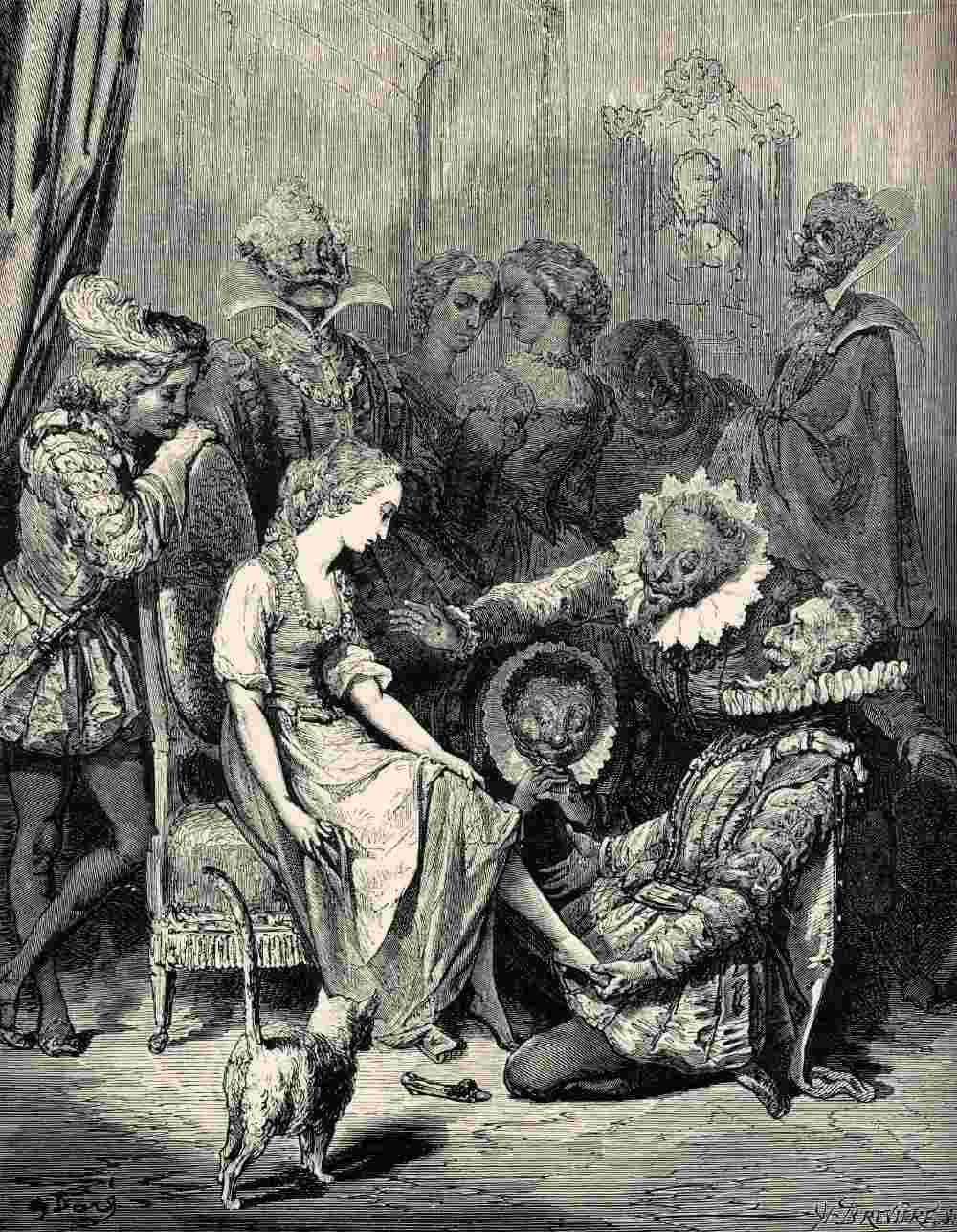
Il fit asseoir Cendrillon, et approchant la pantoufle de son petit pied, il vit qu'il y entrait sans peine, et qu'elle y était juste comme de cire. Illustration de Gustave Doré de 1867

La composition des pantoufles de Cendrillon a fait l'objet d'un débat récurrent en France depuis le XIXe siècle. Paradoxalement, aucun débat n’a eu lieu sur le mot « pantoufle », qui désignait alors comme aujourd’hui des chaussures d’intérieur confortables mais peu élégantes, inimaginables pour aller danser.
La version de Charles Perrault mentionne sans équivoque du verre. En 1841, Honoré de Balzac met dans la bouche d’un de ses personnages, qui exerce le métier de pelletier, l’affirmation selon laquelle la pantoufle doit se comprendre « en vair », et non « en verre », au motif qu'il ne peut exister de pantoufles en verre. Outre le fait que le merveilleux ne se fonde pas sur la vraisemblance, on se rappellera que Charles Perrault était académicien, grand spécialiste de la langue française, ainsi qu'en atteste la Querelle des Anciens et des Modernes.

## Adaptations

### Cinéma
- 1907 : Cendrillon, ou la Pantoufle merveilleuse d'Albert Capellani, avec Louise Lagrange.
- 1950 : Cendrillon de Clyde Geronimi, Wilfred Jackson et Hamilton Luske.
- 2015 : Cendrillon de Kenneth Branagh.

### Texte sur Wikisource
- Cendrillon ou la Petite Pantoufle de verre, éditions Barbin, 1697 : Histoires ou Contes du temps passé (1697)/Cendrillon